# 豊岡警察署
豊岡警察署（とよおかけいさつしょ）は兵庫県豊岡市にある兵庫県警察が管轄している警察署の一つ。

## 概要
1876年に豊岡県警察掛が設置され、同年には兵庫県警保分局と改められ、但馬一円を総括した。2006年4月より、これまで豊岡市内を管轄していた3つの警察署を2つに再編した。豊岡警察署、出石警察署を統合のうえ、豊岡警察署を豊岡南警察署に改称し、城崎警察署を豊岡北警察署と改称した。これにより出石警察署は警部派出所となった。2021年3月の再編で豊岡市一円の管轄となり、警察署名が再度元に戻った形となった。
同市は日本で唯一コウノトリが生息する地域であり、豊岡駅前交差点にある豊岡駅前交番は「コウノトリ交番」の愛称が付いており、今年誕生した生育数と現在総数などのコウノトリ情報を掲載した看板を設置している。

## 所在地・アクセス
- 兵庫県豊岡市昭和町7番5号
- JR西日本、京都丹後鉄道・豊岡駅から南へ約1.5km

## 管轄区域
- 豊岡市全域

## 沿革
- 1876年（明治9年） - 豊岡県警察掛が設置される
- 1876年（明治9年）9月30日 - 豊岡県警察掛を兵庫県警保分局と改める
- 1877年（明治10年）2月 - 兵庫県警保分局を豊岡警察署と改称
- 1888年（明治21年）9月 - 宵田橋詰（宵田商店街）に新庁舎を建設
- 1925年（大正14年）5月23日 - 北但大震災により甚大な被害を受ける
- 1927年（昭和2年）6月14日 - 大開通りに新庁舎を建設
- 1948年（昭和23年）2月1日 - 旧警察法の自治体警察発足に基づき豊岡町警察を設置する
- 1950年（昭和25年）4月1日 - 城崎郡豊岡町と周辺の村が合併し豊岡市が発足し、豊岡市警察署となる
- 1954年（昭和29年）7月1日 - 警察法の施行により豊岡市警察署を兵庫県豊岡警察署に再編する
- 1957年（昭和32年）2月1日 - 兵庫県日高警察署を統合。日高警察署は日高警部派出所となる[2]。
- 2005年（平成17年） - 元町交番が桜町交番と統合し、詰所となる
- 2006年（平成18年）4月 - 出石警察署、豊岡警察署を統合、兵庫県豊岡南警察署に改称する
- 2010年（平成22年）3月 - 立野交番が新設される
- 2021年（令和3年）3月22日 - 兵庫県豊岡北警察署と統合し兵庫県豊岡警察署に改称、15年ぶりに名称を復した。出石警部派出所は出石分庁舎に、日高警部派出所は日高交番にそれぞれ変更。

## 分庁舎
- 出石分庁舎：兵庫県豊岡市出石町小人169（旧：出石警察署・出石警部派出所）

## 交番
- 豊岡駅前交番（コウノトリ交番）- 大手町3-40
- 立野交番 - 立野町6-35
- 下陰交番 - 下陰571-1
- 日高交番 - 日高町日置108（旧：日高警部派出所・旧江原交番）
- 大橋交番 - 出石町松枝173
- 城崎温泉駅前交番 - 城崎町今津字峠沢298-3

## 駐在所
- 中谷駐在所（中谷521）
- 神美駐在所（立石243-2）
- 九日市駐在所（九日市下町269-1）
- 庄境駐在所（庄境390-1）
- 野上駐在所（宮島142-3）
- 奈佐駐在所（福成寺68-1）
- 土渕駐在所（土渕542-8）
- 府市場駐在所（日高町府市場435）
- 上石駐在所（日高町上石383-7）
- 八代駐在所（日高町中69)
- 道場駐在所（日高町道場239-6）
- 栗山駐在所（日高町栗山656-15)
- 清滝駐在所（日高町山宮1334-1）
- 神鍋駐在所（日高町栗栖野58-2)
- 袴狭駐在所 (出石町袴狭31-3）
- 小坂駐在所（出石町嶋119-3)
- 出合駐在所（但東町出合179-6)
- 佐田駐在所（但東町佐田491-4)
- 中山駐在所（但東町中山695-3)
- 来日駐在所（城崎町上山218-7）
- 気比駐在所（気比4005-87）
- 津居山駐在所（瀬戸29-2）
- 竹野駐在所（竹野町竹野2425-3)
- 轟駐在所（竹野町轟43）
- 森本駐在所（竹野町御又4-3)